# 華山幫
華山幫，台灣黑社會團體，性質屬於本省掛角頭勢力，活躍於台北市中正區建國南路、忠孝東路一帶為主要據點。實際成員人數一般被認為百人的團體規模。早年華山車站一帶的幫派份子，自居混跡為「華山」、「華山車頭」而得名。華山幫是由同地緣關係的角頭勢力所聚合，當時在源自於華山幫或在其勢力範圍內活動的幫派份子，皆被統稱為華山幫，是台灣幫派團體中歷史悠久的本地角頭勢力之一。

## 簡介
華山幫最早可追朔至台灣日治時期，當時的不良份子於當時樺山町內的「樺山貨物驛」（1949年更名為華山車站）為據點，聚合形成一個角頭團體，並且與鄰近「七間仔」（齊東街）等角頭團體相互抗衡，華山角頭勢力從日治時期延續至今。台灣光復之後，警方破獲以華山幫老大藍樞焜為首，集結十二名流氓及不良份子組成「華山十二金剛幫」，在當地開設賭場及恐嚇勒索、暴力收取保護費等形式活動。
華山幫成員以從事賭博起家，以及收取保護費、圍事、恐嚇暴力等活動犯罪為主要活動，其中賭博是華山幫主要的經濟來源。位於台北市中正區建國南路、忠孝東路口附近，長年以來即是華山幫的地盤，高架橋下的計程車司機休息站為北市最大的「天九」露天賭場，也是華山幫主要的經濟來源，每日抽頭金甚至可高達百萬元以上。 
1986年6月，華山幫角頭林重南與出身「五虎十九龍」的台中黑幫份子楊隆豐在台北市北投區「熱海飯店」爆發槍戰衝突，在衝突之中殺死對方一名成員，而潛逃海外至日本新宿區，並在日本化名為「華山一郎」持續活躍在在日華人黑幫之中。1987年12月，同樣潛逃至日本的四海幫幫主「偉民」劉偉民在林重南的公寓內遭到「雙伍仔」楊雙伍槍殺，由林重南之妻報警因而捲入此件殺槍案再次逃亡至菲律賓並遭台灣警方逮捕歸案。
1996年，華山幫角頭「神經明」黃德明因在「紅花閣餐廳」與隔壁桌天道盟角頭「蕭濟公」蕭澤宏、「下厝庄」角頭「細漢芋粿」等人起爭執，唆使手下開槍射擊，甚至還波及多名路人轟動一時。
2005年，華山幫角頭「阿弟仔」陳昌隆與東門幫角頭黃聰明因賭博糾紛，談判中「阿弟仔」槍殺黃姓角頭，高調行為讓原本趨勢低調的華山幫備受警方監控。
2011年，華山幫介入台北市最大都更案「明日博」，為龐大上億元的利益涉及恐嚇槍擊。

## 近年事件
2016年，華山幫份子李彥成與曲姓男子因賭博糾紛，李男持捷克制式手槍朝樹林活蝦料理店連開7槍。
2017年，華山幫份子歐姓男子與曲男賭債糾紛 相約在板橋沙崙派出所旁談判破局，歐男持小沙漠制式90手槍連開3槍流彈打中沙崙派出所大門。
2019年，華山幫陳姓男子在土城立德路因500萬元債務糾紛持克拉克制式手槍朝程姓被害人連開四槍射擊，導致程男背、腰、臀部、大腿等部位中彈。
2023年，華山幫董姓男子與竹聯幫弘仁會因毒品利益糾紛，互相尋仇開槍射擊共計高達67發，此尋仇事件震驚社會引起軒然大波，亦使得警政署針對兩幫派之間展開掃蕩及追緝。

## 知名成員
- 華山代表人物   董克輝，外號小董。
- 「華山一郎」林重南 -活躍於1980年代，86年間因槍殺案逃亡至日本新宿，卻因捲入四海幫主劉偉民命案而遭遣返。
- 「神經明」黃德明 -1990年代橫行台北地區，與天道盟濟公會爆發「紅花閣」槍戰震驚社會。

## 參看
- 臺灣黑幫

## 外部連結
- 組織犯罪防制條例 （页面存档备份，存于）（繁體中文）